# Le Val-d'Ocre
Le Val-d'Ocre es una comuna nueva francesa situada en el departamento de Yonne, de la región de Borgoña-Franco Condado.

## Historia
Fue creada el 1 de enero de 2016, en aplicación de una resolución del prefecto de Yonne de 8 de diciembre de 2015 con la unión de las comunas de Saint-Aubin-Château-Neuf y Saint-Martin-sur-Ocre, pasando a estar el ayuntamiento en la antigua comuna de Saint-Aubin-Château-Neuf.

## Demografía
| Gráfica de evolución demográfica de Le Val-d'Ocre entre 1800 y 2013 |
|                                                                     |

Los datos entre 1800 y 2013 son el resultado de sumar los parciales de las dos comunas que forman la nueva comuna de Le Val-d'Ocre, cuyos datos se han cogido de 1800 a 1999, para las comunas de Saint-Aubin-Château-Neuf y Saint-Martin-sur-Ocre de la página francesa EHESS/Cassini. Los demás datos se han cogido de la página del INSEE.

## Composición
| Comuna delegada          | Código INSEE | Población (2013) | Superficie (km²) | Densidad (hab./km²) |
| ------------------------ | ------------ | ---------------- | ---------------- | ------------------- |
| Saint-Aubin-Château-Neuf | 89334        | 517              | 24.89            | 21                  |
| Saint-Martin-sur-Ocre    | 89356        | 64               | 4.58             | 14                  |